# Abazinsky (huyện)
Huyện Abazinsky (tiếng Nga: ? райо́н) là một huyện hành chính tự quản (raion), của Karachay-Cherkess, Nga. Huyện có diện tích 300 km², dân số thời điểm ngày 1 tháng 1 năm 2000 là 53600 người. Trung tâm của huyện đóng ở Inzhich-Chukun.